# SS Jagdkommando
SS Jagdkommando var ett tyskt elitförband, jägarförband, som var utbildat för att oskadliggöra fiendens partisaner (gerillakrigföring) och spionage. SS Jagdkommando genomförde också räddnings- och långdistansuppdrag. SS Jagdkommando var en motsvarighet till det brittiska Special Air Service.
Jägarförbandet stod under ledning av Otto Skorzeny, en storvuxen ärrad soldat från Wien. Han hade nästan omgående rekryterats av Reichsführer-SS Heinrich Himmler för att sätta upp förbandet år 1942 när han hade återvänt från Ryssland där han hade blivit sårad.

## Uppdrag/Operationer
SS Jagdkommandos mest uppmärksammade uppdrag var räddningen i Gran Sasso (Apenninerna) där diktatorn Benito Mussolini hölls i fångenskap under 1943. Jägarförbandet flög till berget med ett ultralätt flygplan och befriade Mussolini ur fångenskap. Uppdraget blev slutfört och Benito Mussolini fördes till den tyskockuperade norra delen av Italien, där han försökte återuppliva fascistpartiet, Partito Fascista Repubblicano.
År 1944 genomförde SS Jagdkommando en annan uppmärksammad operation, Operation Panzerfaust. Jägarförbandets uppgift var att kidnappa den ungerske statschefen Miklós Horthys son Nicolas och på det sättet tvinga Horthy att abdikera.